# Mollia nitida
Mollia nitida là một loài rêu trong họ Pottiaceae. Loài này được (Lindb.) Lindb. mô tả khoa học đầu tiên năm 1887.